# Ander Barinaga-Rementeria
Ander Barinaga-Rementeria Arano (Bilbao, Vizcaya; 13 de agosto de 1992) es un actor y productor español. 

## Biografía
Empezó a actuar desde muy joven. Se formó en teatro en distintas escuelas de teatro, entre ellas La Fundición, o las Escuelas de arte dramático Artebi y Ánima Eskola. Se formó y diplomó en artes escénicas e interpretación en la Escuela de arte dramático Ánima Eskola de Bilbao, donde cursó los estudios superiores de arte dramático con David Valdelvira, Marina Shimanskaya y Algis Arlauskas, formándose como actor de método.
Se licenció en comunicación audiovisual en la Universidad del País Vasco (UPV/EHU), con la especialización en Producción y Realización Multimedia. Después cursó un máster en gestión de la industria cinematográfica en la Universidad Carlos III de Madrid.
Fue integrante del grupo teatral Eufrasia: Capital Teatral. Se dio a conocer en la serie televisiva Goenkale de ETB.
En el año 2008 recibió el Premio Buero Vallejo al mejor actor del País Vasco, por la obra Vivir será primero, dirigida por Txema Pérez y Alicia Gómez.
Ha ejercido como profesor de teatro, cine y producción en distintas escuelas, entre ellas en la Escuela de Cine del País Vasco.

## Trabajos

### Televisión
- Goenkale , ETB

### Teatro
- El jardín de los cerezos de Antón Chéjov, 2011, Teatro Campos Elíseos, producción de Ánima Eskola, dir. Marina Shimanskaya
- Un sombrero de paja de Italia de Eugene Labiche, 2010, Teatro Campos Elíseos, producción de Ánima Eskola
- Los árboles mueren de pie de Alejandro Casona, 2010, Teatro Campos Elíseos, producción de Ánima Eskola
- Un sombrero de paja de Italia de Eugene Labiche, 2010, Teatro Campos Elíseos, producción de Ánima Eskola
- M'hijo el dotor de Florencio Sánchez, 2010, Teatro Campos Elíseos, producción de Ánima Eskola
- ¡Aquí no paga nadie! de Dario Fo, 2009
- Vivir será primero, 2008, dir. Txema Pérez y Alicia Gómez
- Ni más ni menos, 2007

### Cine
- Txarriboda (Javier Rebollo y Alvar Gordejuela, 2015)[4]

## Premios y nominaciones

### Premios Buero Vallejo
| Año  | Categoría   | Obra               | Resultado |
| ---- | ----------- | ------------------ | --------- |
| 2008 | Mejor actor | Vivir será primero | Ganador   |

## Productor
- Rendezvous (Guillermo Julián y Román Santiago Pidre, 2016)
- Gosea (Itziar Cantero, 2013)[5]
- Ateak (2012 )